# 東禅寺 (下呂市)
東禅寺（とうぜんじ）は岐阜県下呂市東上田にある馬頭観世音菩薩を本尊とする臨済宗妙心寺派の寺院で、山号を諏訪山と称する。
かつては西方寺と称していたと伝わるが、詳細不明。慶長3年（1598年）に荒廃していた寺を禅昌寺6世玉雲宗麟が中興した後に現在の寺号に改めている。
境内にある白雲堂は益田三十三観音霊場の19番札所である。